# 1925 en rugby à XV
Chronologie du rugby à XV
1924 en rugby à XV - 1925 en rugby à XV - 1926 en rugby à XV
Les faits marquants de l'année 1925 en rugby à XV

## Événements

### Janvier

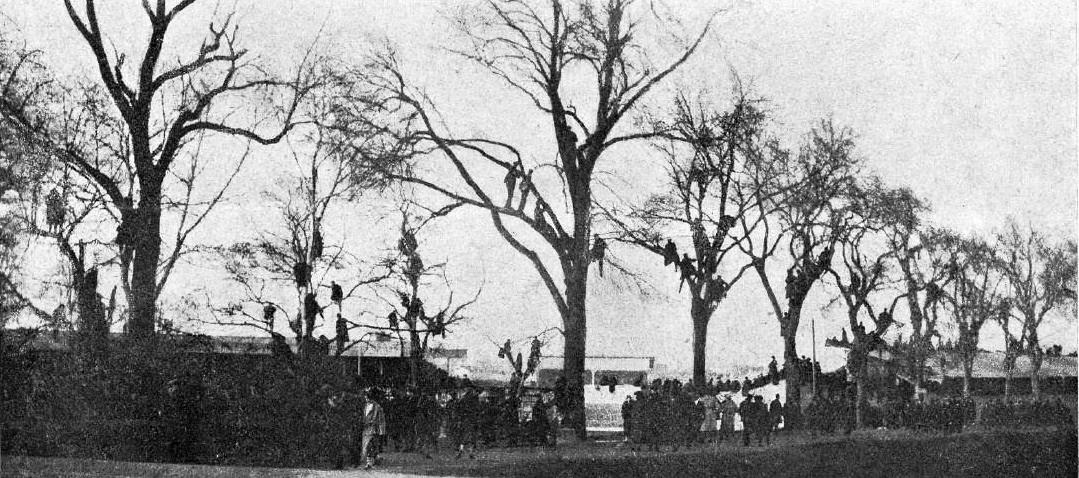
Spectateurs du stade des Ponts-Jumeaux dans les arbres.

- Le 18 janvier 1925, l'équipe de Nouvelle-Zélande de rugby à XV bat à Toulouse l'équipe de France avec un score de 30 à 6 à l'occasion de la deuxième tournée de l'équipe néo-zélandaise dans l'hémisphère nord. Les spectateurs du stade des Ponts-Jumeaux sont dans les arbres.

### Mars
- L'Écosse a terminé première du Tournoi des Cinq Nations 1925 en remportant quatre victoires et le Grand Chelem par la même occasion.
  - Article détaillé : Grand Chelem en rugby à XV de l'Écosse en 1925

### Avril
- 5 mai : l'Union Sportive Perpignanaise est champion de France en battant l'AS Carcassonne 5-0.
  - Article détaillé : Championnat de France de rugby à XV 1924-25

### Récapitulatifs des principaux vainqueurs de compétitions 1924-1925
- L'USA Perpignan champion de France.

France.
- Le Leicestershire champion d’Angleterre des comtés.
- La Western Province est championne d’Afrique du Sud des provinces (Currie Cup).

## Principaux décès